# Schroef (verbinding)

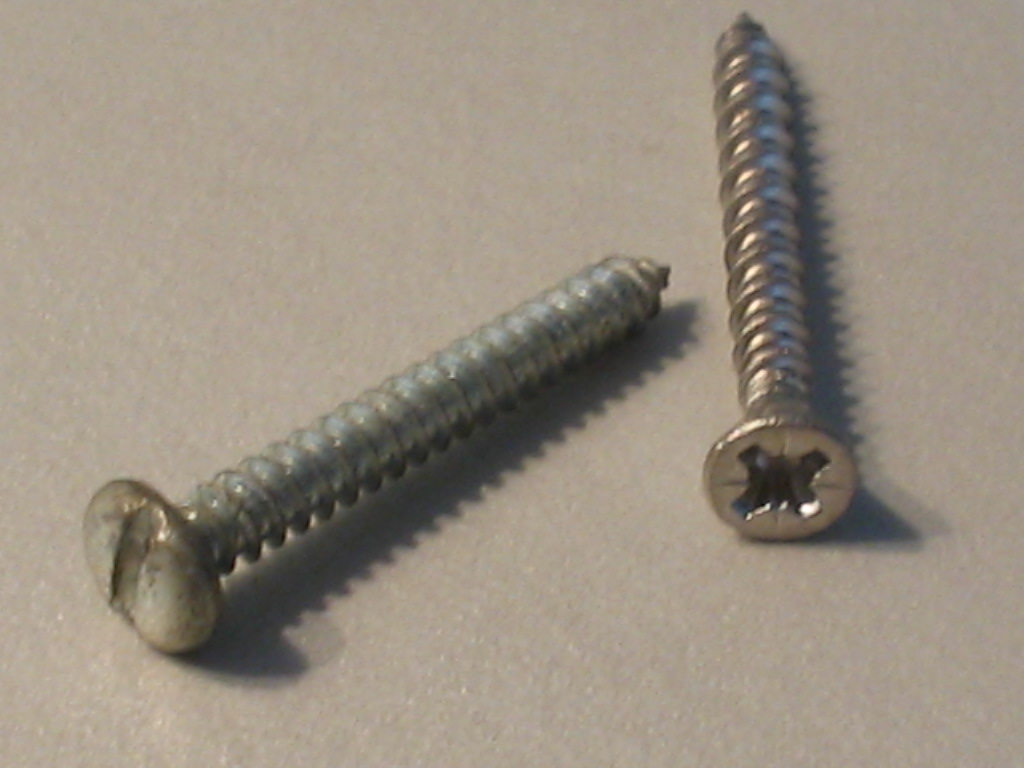
Links een plat/bolle gleufkopschroef, rechts een kruiskopschroef (Pozidriv)

Een schroef (in Vlaanderen soms ook vijs genoemd) is een middel om voorwerpen met elkaar te verbinden. Een schroef bestaat uit een cilindervormig of conisch deel (de spil) waaromheen een schroefdraad is aangebracht, met aan één uiteinde een verbreding, de kop, waarin op het uiteinde een sleuf of een anders gevormde verdieping is aangebracht. Hierin past een schroevendraaier.
Een schroef wordt met een schroevendraaier of een schroefboormachine aan de bovenzijde van de kop aangedraaid. 
In Europa en Azië worden de maten van schroeven en bouten doorgaans aangegeven in de vorm M(etrisch)(diameter van de spil in mm) × (lengte van de spil in mm), bijvoorbeeld M5 × 15: diameter 5 mm, lengte 15 mm. De maten worden dus gemeten exclusief de kop (links op de foto). Alleen bij een verzonken schroef (rechts op de foto), waarbij de kop aan de onderkant conisch en aan de bovenkant plat is, wordt de kop meegerekend in de aangegeven lengte. Bij een inbusschroef kan de cilindrische kop wel 5 mm lengte toevoegen aan het totaal.
- Schroeven met een draadeinde dat langs de gehele lengte gelijk van diameter is, worden in moeren of tapgaten gedraaid. Ze kunnen vrijwel onbeperkt los en vast worden gedraaid.
- Schroeven met een puntig uiteinde worden rechtstreeks in het te bevestigen materiaal gedraaid. Dat materiaal kan zijn hout, kunststof, een plug in een stenen muur. Het materiaal wordt daardoor beschadigd, en deze schroeven kunnen dan ook niet onbeperkt los en vast worden gedraaid.
- Een schroef met een puntig uiteinde die in metaal kan worden gedraaid, wordt parker of zelftapper genoemd.

## Spraakverwarring tussen schroef en bout
In de volksmond is het verschil tussen een schroef en een bout het verschil tussen een verlopende schroefdraad en een gelijkblijvende schroefdraad-diameter over de lengte van de bout. De andere definitie is dat bij een bout de steel meestal voorzien is van een kop die meestal zeskantig is en waarmee de bout aan de buitenkant met een steek-, ring- of dopsleutel aangedraaid kan worden (volgens NEN 5501 (ingetrokken)). Wordt de mogelijkheid tot aandraaien van een bout verkregen door een uitsparing in de kop, dan spreekt men van een schroefbout.

## De kop

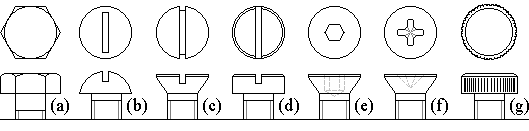
Verschillende vormen van de kop van een schroef

De vorm van de kop kan zijn:
(a) zeskant: de onderzijde komt vlak tegen het te bevestigen materiaal; op de bovenzijde past een sleutel waarmee de schroef kan worden vast- of losgedraaid. Formeel is dit geen schroef maar een bout.
(b) bol: de onderzijde komt vlak tegen het te bevestigen materiaal; de bovenzijde steekt als een bobbeltje boven het materiaal uit;
(c) verzonken: de onderzijde van de kop is kegelvormig en valt in een vooraf gemaakte uitsparing in het materiaal; de bovenzijde is vlak en ligt gelijk met of iets onder het materiaaloppervlak.
(d) cilindrisch: de onderzijde komt vlak tegen het te bevestigen materiaal; de bovenzijde steekt als een cilindertje boven het materiaal uit;
(e) verzonken met binnenzeskant (inbus)
(f) verzonken met kruis
(g) kartelschroef, deze heeft een kop met een ruwe rand die voldoende houvast biedt om met de vingers te worden gedraaid en is formeel ook een bout.
(h) lenskop (niet afgebeeld): onderkant conisch, bovenkant halfbol

## De gleuf/aandrijving

Negen verschillende types schroefkoppen waarvoor verschillende schroevendraaiers nodig zijn.

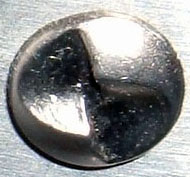
Eentoerige schroefkop

Los van de vorm van de kop in zijaanzicht kunnen schroeven voor verschillende soorten schroevendraaiers zijn gefabriceerd (de letters verwijzen naar de afbeelding). 
a. gewone gleufschroef voor platte schroevendraaier
b. kruiskop, Phillips
c. kruiskop, Pozidriv (ten onrechte vaak als Pozidrive geschreven)
d. Torx, een schroef die afkomstig uit de auto-industrie, maar tegenwoordig ook veel in de bouw gebruikt. Een torxkop op een schroef bestaat uit een stervormig gat met zes hoekpunten waarin de torxsleutel past.
e. Inbus, Allan
f. SD Square drive, Robertson
g. Tri-wing
h. Torq-set
i. Spanner
Apart afgebeeld. Eentoerige schroeven zijn een bijzonder geval van gewone gleufschroeven. Ze worden toegepast bij inbraakbeveiliging en kunnen alleen ingedraaid worden. Probeert men de schroef los te draaien, dan schampt de schroevendraaier over de kop.
Kruiskopschroeven komen het meest voor. Gleufschroeven worden in de industrie steeds minder gebruikt. Inbus is ook vrij algemeen; hierbij moet beslist precies de juiste maat aandraaigereedschap worden gebruikt. SD wordt meestal gebruikt voor metaalschroeven. 
Op dit moment is de Torxschroef sterk in opkomst, omdat deze meer grip heeft dan de Pozidriv. Ook zijn er tal van ontwikkelingen op het gebied van de aandrijving; zo zijn er al fabrikanten die een schroef produceren waar verschillende aandrijvingen op passen, zoals Pozidriv, SD en Torx. Dit voorkomt dat steeds verschillende soorten bits moeten worden gebruikt.
Fabrikanten gebruiken soms een ongebruikelijke schroefkop om te voorkomen dat een apparaat door de consument geopend wordt. Dit is onder andere het geval bij harde schijven.
Een schroevendraaier voor inbusschroeven (inbussleutel) heeft meestal de vorm van een haaks omgebogen staafje.

## De punt
De punt (het uiteinde) van de schroef kan recht zijn of taps toelopen, al naargelang van de verschillende toepassingen, bijvoorbeeld houtschroeven, spaanplaatschroeven, gipsplaatschroeven, (metaal)plaatschroeven, zelftappende schroeven.
De schroefdraad kan ook (over de gehele lengte of alleen aan de punt) taps toelopen.

## De schroefdraad
De spoed van de schroefdraad is de verplaatsing van de schroefdraad bij één omwenteling.
Om een schroef in een stenen muur te gebruiken is een plug nodig.

## Materiaal
Schroeven kunnen uit veel soorten materiaal zijn gemaakt, gewoon staal, roestvast staal, messing, kunststof etc.
Schroeven krijgen soms een behandeling, bijvoorbeeld een harding om de slijtvastheid en sterkte te vergroten of een oppervlaktebehandeling om corrosie tegen te gaan of enkel om het uiterlijk te verfraaien.

## De schroef in uitdrukkingen
Uit de Lijst van uitdrukkingen en gezegden:
Op losse schroeven staan (zetten).
Het voortbestaan is onzeker (wordt onzeker gemaakt).
Het lijkt wel of er een schroefje bij je los zit.
Het lijkt wel of je 'gek' bent; of je 'geestesziek' bent; of je een psychische aandoening hebt.
Je kop er af schroeven.
Heel veel alcohol nuttigen.